# Hilkka Rantaseppä-Helenius
Hilkka Rantaseppä-Helenius (1925 - 1975) foi uma astrônoma finlandesa.

## Biografia
Hilkka Rantaseppä-Helenius começou estudando matemática com a esperança de se tornar professora. O astrônomo finlandês Yrjö Väisälä a inspirou a tornar-se astrônoma.
Rantaseppä-Helenius trabalhou observando asteroides. Foi assistente no Observatório Tuorla de 1956 a 1962. Em 1962 tornou-se observadora quando houve uma vaga disponível. Permaneceu como observadora até 1975. Ela também esteve envolvida na construção do Observatório Kevola, pela Tähtitieteellis-optillinen seura (Sociedade de Astronomia-Óptica), em sua propriedade, em 1963.
Hilkka Rantaseppä-Helenius morreu aos 50 anos de idade. O asteroide 1530 Rantaseppa foi nomeado em sua homenagem.